# إدواردو غارزينا
إدواردو غارزينا (بالإيطالية: Edoardo Garzena) (4 مايو 1900 – 26 مايو 1984) هو ملاكم إيطالي راحل، مثّل بلاده في الألعاب الأولمبية الصيفية 1920.

## روابط خارجية
إدواردو غارزينا على موقع أوليمبيديا (الإنجليزية)
- إدواردو غارزينا على موقع اللجنة الأولمبية الإيطالية (الإيطالية)